# سلفادور ميراندا
سلفادور ميراندا (بالإسبانية: Salvador Miranda) هو منافس ألعاب قوى مكسيكي، ولد في 22 أغسطس 1971.

## وصلات خارجية
- سلفادور ميراندا على موقع الاتحاد الدولي لألعاب القوى (الإنجليزية)
- سلفادور ميراندا على موقع أوليمبيديا (الإنجليزية)